# Givetium
| ❮ | System    | Serie       | Stufe      | ≈ Alter (mya) |
| - | --------- | ----------- | ---------- | ------------- |
| ❮ | später    | später      | später     | jünger        |
| ❮ | D e v o n | Oberdevon   | Famennium  | 358,9 ⬍ 372,2 |
| ❮ | D e v o n | Oberdevon   | Frasnium   | 372,2 ⬍ 382,7 |
| ❮ | D e v o n | Mitteldevon | Givetium   | 382,7 ⬍ 387,7 |
| ❮ | D e v o n | Mitteldevon | Eifelium   | 387,7 ⬍ 393,3 |
| ❮ | D e v o n | Unterdevon  | Emsium     | 393,3 ⬍ 407,6 |
| ❮ | D e v o n | Unterdevon  | Pragium    | 407,6 ⬍ 410,8 |
| ❮ | D e v o n | Unterdevon  | Lochkovium | 410,8 ⬍ 419,2 |
| ❮ | früher    | früher      | früher     | älter         |

Das Givetium ist in der Erdgeschichte eine chronostratigraphische Stufe des Devons. Es bildet die obere Stufe der Mitteldevon-Serie, folgt also auf das Eifelium. Das Givetium begann geochronologisch vor rund 387,7 Millionen Jahren und dauerte bis etwa 382,7 Millionen Jahre. Auf das Givetium folgt das Frasnium, die untere Stufe des Oberdevons.

## Namensgebung und Geschichte
Die Stufe ist benannt nach der französischen Kleinstadt Givet in den französischen Ardennen. Der Name und die Stufe wurde 1839 von Jean Baptiste Julien d’Omalius d’Halloy vorgeschlagen.

## Definition und GSSP
Die untere Grenze der Stufe ist als GSSP („Global Stratotype Section and Point“ = „Grenzstratotyp-Punkt in einem Grenzstratotyp-Profil“) durch die Basis der Bank 123 im Profil Jebel Mech Irdane bei Tafilalt (Anti-Atlas, Marokko) definiert. Die Grenzdefinition korrespondiert in dem Profil mit dem Erstauftreten des Conodonten Polygnathus hemiansatus und liegt etwas oberhalb des Erstauftretens der Goniatitengattung Maenioceras. Die Obergrenze ist durch den GSSP des Frasniums definiert. Sie ist durch das Erstauftreten des Conodonten Ancyrodella rotundiloba in Sedimenten der neritischen Fazies bzw. durch das Erstauftreten des Conodonten Polygnathus asymmetricus in solchen der offen-marinen, pelagischen Fazies gekennzeichnet und daher auch auf andere Profile übertragbar.

## Untergliederung
Das Givetium wird in fünf Conodonten-Biozonen untergliedert:
- Palmatolepis norrisi-Zone
- Klapperina disparilis-Zone
- Schmidtognatus hermanni-Zone
- Polygnathus varcus-Zone
- Polygnathus hemiansatus-Zone

## Sedimentationsbedingungen in Mitteleuropa während des Givetiums

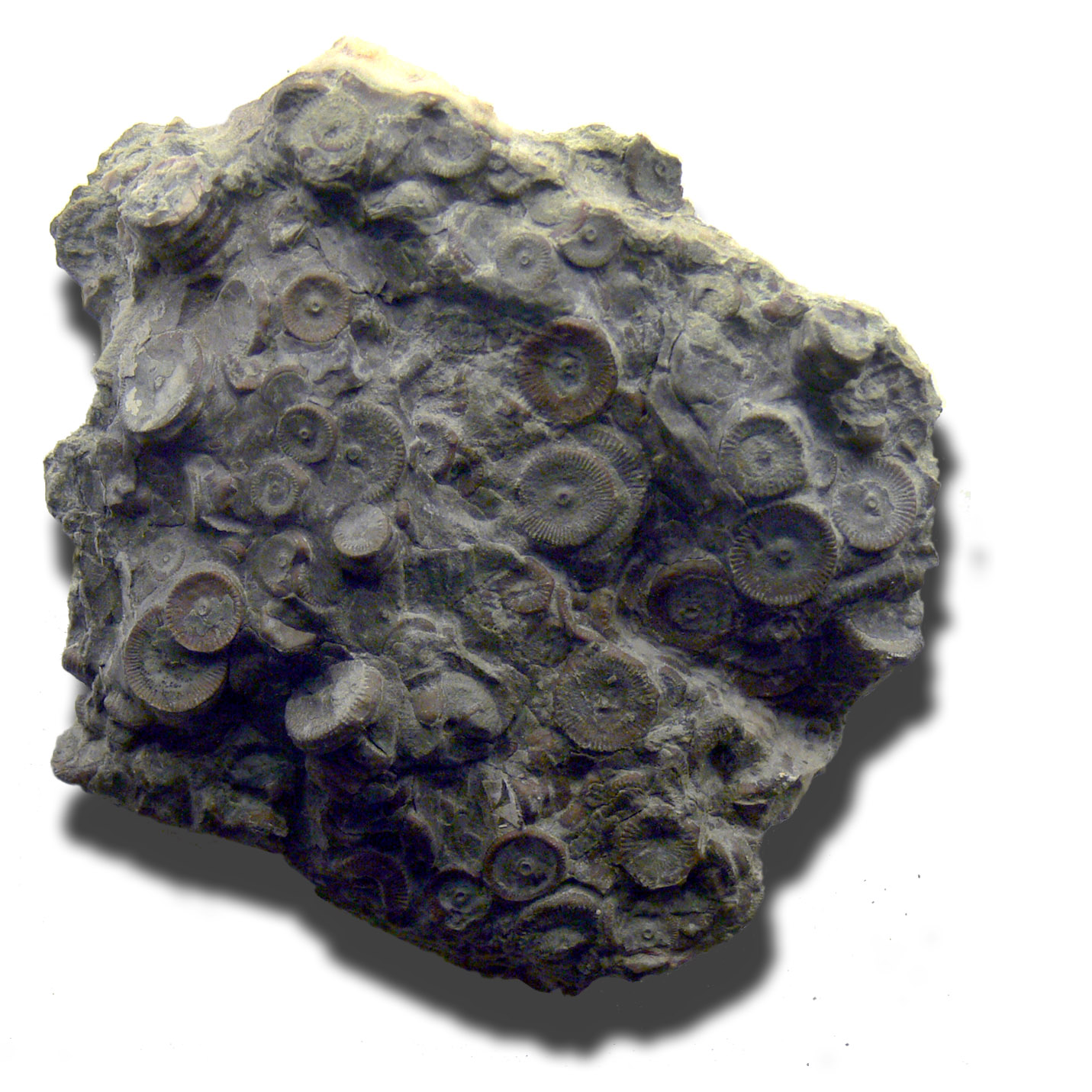
Crinoidenkalk aus dem Givetium mit versteinerten Stielgliedern (Trochiten) von Laudonomphalus regularis (Fundort: Ferques, Département Pas-de-Calais)

Im Verlaufe des Mitteldevons änderten sich die Sedimentationsbedingungen am Rande von Laurussia, dem Old-Red-Kontinent. Die vorwiegend sandigen, siltigen und mergeligen Sedimente des Eifeliums dokumentieren mit ihrem hohen Anteil terrigenen Detritus die Erosion des Old-Red-Kontinents. An ihre Stelle treten während des Givetiums Kalkablagerungen durch Riffe, die sich in den warmen Meeren zunehmend bilden konnten und die heute in den Massenkalken zu Tage treten. Daneben finden sich z. B. im Sauerland so genannte Flinze, das sind Schwarzschiefersedimente, die sich in tieferem Stillwasser gebildet haben.